# Lietuvos Krepšinio Lyga 2022-23
La Lietuvos Krepšinio Lyga 2022-23, también llamada Betsafe-LKL por motivos de patrocinio, fue la temporada número 30 de la liga de baloncesto profesional de primer nivel de Lituania, la Liga de baloncesto de Lituania (LKL). El campeón fue el Žalgiris Kaunas, que logró su título número 24.

## Equipos
El 20 de mayo de 2022, durante la temporada 2021-22 de la LKL, la junta directiva de la LKL decidió ampliar el número de equipos participantes en el torneo. El número de equipos se ha ampliado a 12 equipos. Los campeones de la temporada 2021-22 de la NKL, Gargždai, y el nuevo equipo Wolves se unirán a los otros 10 equipos existentes de la LKL.
| Equipo                    | Ciudad    | Pabellón              | Capacidad |
| ------------------------- | --------- | --------------------- | --------- |
| Cbet Jonava               | Jonava    | Jonava Arena          | 2200      |
| Gargždai                  | Palanga   | Palanga Arena         | 1200      |
| Labas Gas                 | Prienai   | Prienai Arena         | 1500      |
| 7bet-Lietkabelis          | Panevėžys | Cido/Kalnapilio Arena | 5950      |
| Neptūnas                  | Klaipėda  | Švyturio Arena        | 6200      |
| Nevėžis-OPTIBET           | Kėdainiai | Kėdainiai Arena       | 2200      |
| Pieno žvaigždės           | Pasvalys  | Pieno žvaigždės Arena | 1500      |
| Rytas                     | Vilna     | Jeep Arena            | 2500      |
| Šiauliai                  | Šiauliai  | Šiauliai Arena        | 5700      |
| Uniclub Casino – Juventus | Utena     | Utena Arena           | 2000      |
| Wolves                    | Alytus    | Alytus Arena          | 5500      |
| Žalgiris                  | Kaunas    | Žalgiris Arena        | 15 415    |

## Clasificación
Actualizado:completo
| Pos. | Equipo                    | PJ | G  | P  | PF   | PC   | DP   | Pts | Clasificación o descenso |
| ---- | ------------------------- | -- | -- | -- | ---- | ---- | ---- | --- | ------------------------ |
| 1    | Žalgiris                  | 33 | 28 | 5  | 2875 | 2406 | +469 | 61  | Acceden a los playoffs   |
| 2    | Rytas                     | 33 | 27 | 6  | 3070 | 2731 | +339 | 60  | Acceden a los playoffs   |
| 3    | Wolves                    | 33 | 23 | 10 | 2851 | 2599 | +252 | 56  | Acceden a los playoffs   |
| 4    | 7Bet–Lietkabelis          | 33 | 23 | 10 | 2834 | 2689 | +145 | 56  | Acceden a los playoffs   |
| 5    | Uniclub Casino – Juventus | 33 | 18 | 15 | 2859 | 2853 | +6   | 51  | Acceden a los playoffs   |
| 6    | Cbet                      | 33 | 18 | 15 | 2657 | 2663 | −6   | 51  | Acceden a los playoffs   |
| 7    | Neptūnas                  | 33 | 16 | 17 | 2652 | 2722 | −70  | 49  | Acceden a los playoffs   |
| 8    | Nevėžis–Optibet           | 33 | 14 | 19 | 2860 | 2912 | −52  | 47  | Acceden a los playoffs   |
| 9    | Šiauliai                  | 33 | 13 | 20 | 2744 | 2852 | −108 | 46  |                          |
| 10   | Pieno žvaigždės           | 33 | 8  | 25 | 2632 | 2963 | −331 | 41  |                          |
| 11   | Gargždai                  | 33 | 6  | 27 | 2501 | 2785 | −284 | 39  |                          |
| 12   | Labas Gas (R)             | 33 | 4  | 29 | 2613 | 2973 | −360 | 37  | Descenso a NKL           |

 Fuente: LKL.lT

### Resultados 1.ª y 2.ª vuelta
| Local \ Visitante         | LIE     | JSK   | GAR    | PRI     | NEP   | NEV     | PZV   | RYT    | SIA     | JUV    | WOL     | ZAL   |
| ------------------------- | ------- | ----- | ------ | ------- | ----- | ------- | ----- | ------ | ------- | ------ | ------- | ----- |
| 7Bet–Lietkabelis          | —       | 86–84 | 82–73  | 74–86   | 80–73 | 111–108 | 86–74 | 79–70  | 94–103  | 91–71  | 92–96   | 66–74 |
| Cbet                      | 88–91   | —     | 92–85  | 74–85   | 83–66 | 71–64   | 84–77 | 62–75  | 74–82   | 82–84  | 80–62   | 75–80 |
| Gargždai                  | 71–91   | 68–69 | —      | 74–71   | 54–73 | 71–73   | 79–69 | 81–99  | 76–78   | 68–85  | 68–73   | 71–89 |
| Labas Gas                 | 77–96   | 74–80 | 68–95  | —       | 92–99 | 86–98   | 89–92 | 66–89  | 63–81   | 68–92  | 78–88   | 66–91 |
| Neptūnas                  | 3 Apr   | 77–93 | 94–69  | 80–75   | —     | 86–79   | 91–92 | 70–82  | 93–79   | 98–97  | 100–80  | 71–79 |
| Nevėžis–Optibet           | 73–78   | 91–83 | 99–92  | 89–81   | 67–71 | —       | 83–65 | 84–86  | 81–92   | 71–74  | 76–81   | 69–97 |
| Pieno žvaigždės           | 71–77   | 90–92 | 97–92  | 115–110 | 91–85 | 84–93   | —     | 72–107 | 75–76   | 80–87  | 71–90   | 59–92 |
| Rytas                     | 109–104 | 71–78 | 102–72 | 98–77   | 93–67 | 88–92   | 5 Dec | —      | 107–101 | 77–88  | 76–88   | 89–85 |
| Šiauliai                  | 85–88   | 85–89 | 92–99  | 97–89   | 61–60 | 95–107  | 81–65 | 80–85  | —       | 85–92  | 107–102 | 75–93 |
| Uniclub Casino – Juventus | 87–84   | 88–78 | 92–90  | 94–76   | 95–77 | 84–85   | 93–77 | 88–90  | 85–84   | —      | 81–86   | 67–78 |
| Wolves                    | 80–86   | 94–99 | 96–82  | 79–70   | 79–63 | 94–73   | 76–69 | 89–91  | 89–78   | 95–68  | —       | 80–75 |
| Žalgiris                  | 85–77   | 76–80 | 86–74  | 86–80   | 77–46 | 93–75   | 84–61 | 94–100 | 96–60   | 109–76 | 90–85   | —     |

### Resultados 3.ª vuelta
| Local \ Visitante         | LIE   | JSK    | GAR   | PRI     | NEP   | NEV   | PZV   | RYT    | SIA    | JUV     | WOL    | ZAL   |
| ------------------------- | ----- | ------ | ----- | ------- | ----- | ----- | ----- | ------ | ------ | ------- | ------ | ----- |
| 7Bet–Lietkabelis          | —     | 85–72  | —     | 81–75   | 73–81 | —     | 95–90 | —      | —      | —       | —      | 87–85 |
| Cbet                      | —     | —      | 67–65 | —       | —     | 89–78 | —     | 81–106 | —      | 76–88   | 74–85  | 82–89 |
| Gargždai                  | 65–86 | —      | —     | —       | —     | 73–87 | —     | —      | 56–60  | 77–76   | 85–82  | —     |
| Labas Gas                 | —     | 69–72  | 90–77 | —       | 84–94 | —     | 85–91 | 86–97  | —      | —       | —      | 57–94 |
| Neptūnas                  | —     | 76–70  | 91–86 | —       | —     | 97–91 | —     | 86–90  | —      | —       | 75–104 | 80–91 |
| Nevėžis–Optibet           | 77–90 | —      | —     | 112–105 | —     | —     | —     | —      | 91–81  | 143–134 | 81–88  | —     |
| Pieno žvaigždės           | —     | 98–100 | 89–78 | —       | 78–87 | 98–88 | —     | 75–104 | —      | —       | —      | 61–88 |
| Rytas                     | 92–91 | —      | 91–65 | —       | —     | 99–93 | —     | —      | 109–84 | 103–101 | 102–98 | —     |
| Šiauliai                  | 80–89 | 73–84  | —     | 114–87  | 87–89 | —     | 95–89 | —      | —      | —       | —      | —     |
| Uniclub Casino – Juventus | 91–93 | —      | —     | 86–90   | 85–83 | —     | 84–81 | —      | 89–80  | —       | —      | —     |
| Wolves                    | 70–65 | —      | —     | 94–58   | —     | —     | 94–63 | —      | 83–73  | 106–79  | —      | —     |
| Žalgiris                  | —     | —      | 96–70 | —       | —     | 95–89 | —     | 81–75  | 84–60  | 92–78   | 71–65  | —     |

## Playoffs
|  | Cuartos de final          | Cuartos de final          | Cuartos de final          | Cuartos de final | Cuartos de final | Cuartos de final |                  |     | Semifinales   | Semifinales   | Semifinales   | Semifinales   | Semifinales   | Semifinales   |    |   | Finales | Finales | Finales | Finales | Finales | Finales |
|  |                           |                           |                           |                  |                  |                  |                  |     |               |               |               |               |               |               |    |   |         |         |         |         |         |         |
|  |                           |                           |                           |                  |                  |                  |                  |     |               |               |               |               |               |               |    |   |         |         |         |         |         |         |
|  |                           |                           |                           |                  |                  |                  |                  |     |               |               |               |               |               |               |    |   |         |         |         |         |         |         |
|  | Žalgiris                  | Žalgiris                  | Žalgiris                  | 90               | 92               | –                |                  |     |               |               |               |               |               |               |    |   |         |         |         |         |         |         |
|  | Žalgiris                  | Žalgiris                  | Žalgiris                  | 90               | 92               | –                |                  |     |               |               |               |               |               |               |    |   |         |         |         |         |         |         |
|  | Nevėžis–Optibet           | Nevėžis–Optibet           | Nevėžis–Optibet           | 71               | 86               | –                |                  |     |               |               |               |               |               |               |    |   |         |         |         |         |         |         |
|  | Nevėžis–Optibet           | Nevėžis–Optibet           | Nevėžis–Optibet           | 71               | 86               | –                | Žalgiris         | 69  | 86            | 66            | 95            | -             |               |               |    |   |         |         |         |         |         |         |
|  |                           |                           |                           |                  |                  |                  | Žalgiris         | 69  | 86            | 66            | 95            | -             |               |               |    |   |         |         |         |         |         |         |
|  |                           | 7Bet–Lietkabelis          | 58                        | 83               | 67               | 66               | -                |     |               |               |               |               |               |               |    |   |         |         |         |         |         |         |
|  | 7Bet–Lietkabelis          | 7Bet–Lietkabelis          | 7Bet–Lietkabelis          | 83               | 67               | 66               | -                | 85  | 77            | 101           |               |               |               |               |    |   |         |         |         |         |         |         |
|  | 7Bet–Lietkabelis          | 7Bet–Lietkabelis          | 7Bet–Lietkabelis          |                  |                  |                  |                  |     |               | 101           |               |               |               |               |    |   |         |         |         |         |         |         |
|  | Uniclub Casino – Juventus | Uniclub Casino – Juventus | Uniclub Casino – Juventus | 73               | 86               | 99               |                  |     |               |               |               |               |               |               |    |   |         |         |         |         |         |         |
|  | Uniclub Casino – Juventus | Uniclub Casino – Juventus | Uniclub Casino – Juventus | 73               | 86               | 99               | Žalgiris         | 108 | 71            | 95            | 68            | 97            |               |               |    |   |         |         |         |         |         |         |
|  |                           |                           |                           |                  |                  |                  | Žalgiris         | 108 | 71            | 95            | 68            | 97            |               |               |    |   |         |         |         |         |         |         |
|  |                           | Rytas                     | 93                        | 94               | 80               | 69               | 87               |     |               |               |               |               |               |               |    |   |         |         |         |         |         |         |
|  | Rytas                     | Rytas                     | Rytas                     | 94               | 80               | 69               | 87               | 107 | 95            | –             |               |               |               |               |    |   |         |         |         |         |         |         |
|  | Rytas                     | Rytas                     | Rytas                     |                  |                  |                  |                  |     |               | –             |               |               |               |               |    |   |         |         |         |         |         |         |
|  | Neptūnas                  | Neptūnas                  | Neptūnas                  | 99               | 91               | –                |                  |     |               |               |               |               |               |               |    |   |         |         |         |         |         |         |
|  | Neptūnas                  | Neptūnas                  | Neptūnas                  | 99               | 91               | –                | Rytas            | 82  | 82            | 90            | –             | –             |               |               |    |   |         |         |         |         |         |         |
|  |                           |                           |                           |                  |                  |                  | Rytas            | 82  | 82            | 90            | –             | –             |               |               |    |   |         |         |         |         |         |         |
|  |                           | Cbet                      | 74                        | 67               | 85               | –                | –                |     | Tercer puesto | Tercer puesto | Tercer puesto | Tercer puesto | Tercer puesto | Tercer puesto |    |   |         |         |         |         |         |         |
|  | Wolves                    | Wolves                    | Wolves                    | 67               | 85               | –                | –                | 76  | Tercer puesto | Tercer puesto | Tercer puesto | Tercer puesto | Tercer puesto | Tercer puesto | 75 | – |         |         |         |         |         |         |
|  | Wolves                    | Wolves                    | Wolves                    |                  |                  |                  |                  |     |               |               |               |               |               |               |    | – |         |         |         |         |         |         |
|  | Cbet                      | Cbet                      | Cbet                      | 80               | 80               | –                |                  |     |               |               |               |               |               |               |    |   |         |         |         |         |         |         |
|  | Cbet                      | Cbet                      | Cbet                      | 80               | 80               | –                | 7Bet–Lietkabelis | 80  | 88            | 63            | 75            | 84            |               |               |    |   |         |         |         |         |         |         |
|  |                           |                           |                           |                  |                  |                  |                  |     |               |               |               |               |               |               |    |   |         |         |         |         |         |         |
|  | Cbet                      | 89                        | 87                        | 82               | 55               | 72               |                  |     |               |               |               |               |               |               |    |   |         |         |         |         |         |         |
|  | Cbet                      | 89                        | 87                        | 82               | 55               | 72               |                  |     |               |               |               |               |               |               |    |   |         |         |         |         |         |         |

| Campeón de la LKL 2022–23 |
| ------------------------- |
| Žalgiris (24.º título)    |

## Estadísticas individuales

### Valoración
| Rank | Nombre           | Equipo      | Games | Valoración | Media |
| ---- | ---------------- | ----------- | ----- | ---------- | ----- |
| 1.   | Ahmad Caver      | Wolves      | 33    | 671        | 20.33 |
| 2.   | Jeff Garrett     | Cbet Jonava | 38    | 741        | 19.50 |
| 3.   | Martynas Echodas | Rytas       | 23    | 439        | 19.09 |

### Puntos
| Rank | Nombre          | Equipo          | Games | Puntos | Media |
| ---- | --------------- | --------------- | ----- | ------ | ----- |
| 1.   | Ahmad Caver     | Wolves          | 33    | 564    | 17.09 |
| 2.   | Deshawn Freeman | Nevėžis–OPTIBET | 21    | 351    | 16.71 |
| 3.   | Marcus Foster   | Rytas           | 32    | 525    | 16.41 |

### Rebotes
| Rank | Nombre             | Equipo      | Games | Rebotes | Media |
| ---- | ------------------ | ----------- | ----- | ------- | ----- |
| 1.   | Austin Wiley       | Neptūnas    | 23    | 205     | 8.91  |
| 2.   | Jeff Garrett       | Cbet Jonava | 38    | 290     | 7.63  |
| 3.   | Giedrius Staniulis | Gargždai    | 26    | 198     | 7.62  |

### Asistencias
| Rank | Nombre                | Equipo   | Games | Asistencias | Media |
| ---- | --------------------- | -------- | ----- | ----------- | ----- |
| 1.   | Donatas Sabeckis      | Šiauliai | 31    | 217         | 7.00  |
| 2.   | Žygimantas Janavičius | Neptūnas | 32    | 192         | 6.03  |
| 3.   | Ahmad Caver           | Wolves   | 33    | 191         | 5.79  |

Fuente: LKL.LT

## Galardones

### Jugador del mes
| Mes       | Jugador            | Equipo          | Val. | Ref.  |
| 2022      | 2022               | 2022            | 2022 | 2022  |
| --------- | ------------------ | --------------- | ---- | ----- |
| Octubre   | Jeff Garrett       | Cbet Jonava     | 19.8 | [ 2 ] |
| Noviembre | Giedrius Staniulis | Gargždai        | 23.5 | [ 3 ] |
| Diciembre | Gytis Radzevičius  | Rytas           | 25.7 | [ 4 ] |
| 2023      |                    |                 |      |       |
| Enero     | Martynas Echodas   | Rytas           | 27   | [ 5 ] |
| Febrero   | Deshawn Freeman    | Nevėžis–OPTIBET | 28   | [ 6 ] |
| Marzo     | Tim Lambrecht      | Nevėžis–OPTIBET | 31.5 | [ 7 ] |
| Abril     | Tim Lambrecht      | Nevėžis–OPTIBET | 22.9 | [ 8 ] |